# Расова (Констанца)
Расова (рум. Rasova) насеље је у Румунији у округу Констанца у општини Расова. Oпштина се налази на надморској висини од 6 m.

## Становништво
Према подацима из 2002. године у насељу је живело 3958 становника, од којих су сви румунске националности.

### Хронологија
| Година       | 1992 | 1993 | 1994 | 1995 | 1996 | 1997 | 1998 | 1999 | 2000 | 2001 | 2002 | 2003 | 2004 | 2005 | 2006 | 2007 | 2008 | 2009 | 2010 | 2011 | 2012 | 2013 | 2014 | 2015 | 2016 | 2017 |
| ------------ | ---- | ---- | ---- | ---- | ---- | ---- | ---- | ---- | ---- | ---- | ---- | ---- | ---- | ---- | ---- | ---- | ---- | ---- | ---- | ---- | ---- | ---- | ---- | ---- | ---- | ---- |
| Становништво | 4134 | 4117 | 4049 | 4029 | 3990 | 3958 | 3955 | 3996 | 4068 | 4067 | 4042 | 4028 | 4024 | 4003 | 3980 | 3971 | 3947 | 3951 | 3955 | 3975 | 3953 | 3946 | 3892 | 3895 | 3869 | 3844 |